# Thomas Jacob (Regisseur)
Thomas Jacob (* 1943 in Dresden) ist ein deutscher Filmregisseur und Drehbuchautor.

## Leben
Thomas Jacob wuchs in Glietz als Sohn des Dekorateurs Hermann-Walter Jacob auf. Schon im Alter von sechs Jahren begann er mit dem Puppenspiel für Kinder verschiedenen Alters, mit einer Puppenbühne, die er von seinem Vater geschenkt bekommen hat. Als der Versuch scheiterte, Schauspielunterricht zu nehmen, absolvierte er eine Ausbildung zum Elektriker. Erste kleine Auftritte hatte er 1965 in der Komischen Oper in Berlin. Mit seiner Karriere ging es aber erst nach einem Regiestudium an der Potsdamer Filmhochschule aufwärts. Seinen ersten Film Polizeiruf 110: Die Rechnung geht nicht auf drehte er zusammen mit Rolf Hoppe und Traudl Kulikowsky.

## Filmografie (Auswahl)
- 1975–2004: Polizeiruf 110 (TV-Reihe)
  - 1976: Die Rechnung geht nicht auf
  - 1976: Reklamierte Rosen
  - 1984: Inklusive Risiko
  - 1985: Laß mich nicht im Stich
  - 1986: Ein großes Talent
  - 1986: Kein Tag ist wie der andere
  - 1987: Explosion
  - 1988: Der Kreuzworträtselfall
  - 1989: Gestohlenes Glück
  - 1990: Tödliche Träume
  - 1990: Das Duell
  - 1991: Das Treibhaus
  - 1991:  Mit dem Anruf kommt der Tod
  - 1993: und tot bist du
  - 1995: Bruder Lustig
  - 1996: Der schlanke Tod
  - 1997: Die falsche Sonja
  - 1998: Todsicher
  - 2004: Ein Bild von einem Mörder
- 1976–1989: Der Staatsanwalt hat das Wort
  - 1976: Auf der Durchreise
  - 1987: Himmelblau oder Hans im Glück
  - 1989: Das Wunschkind
- 1981: Jockei Monika (TV-Serie, neun Folgen)
- 1983: Bühne frei! (TV-Serie, sieben Folgen)
- 1993–1995: Der Bergdoktor (TV-Serie)
- 1994: Robert darf nicht sterben (TV)
- 1996–2000: Männer sind was Wunderbares (TV-Reihe)
- 1998–2007: Stubbe – Von Fall zu Fall (TV-Serie, neun Folgen)
  - 2001: Unschuldsengel
  - 2003: Tödlicher Schulweg
  - 2003: Opfer im Zwielicht
  - 2007: Schmutzige Geschäfte
- 2001–2003: Die Rettungsflieger (TV-Serie)
- 2003: Wunschkinder und andere Zufälle (TV-Komödie)
- 2005: Glück auf halber Treppe
- 2006: Die Frau im roten Kleid
- 2006: Die Hochzeit meiner Töchter (TV)
- 2008: Mamas Flitterwochen (TV)
- 2010: Die Hüttenwirtin (TV)